# رينز (مدينة)
رنز (راينلند فالتز) (بالألمانية: Rhens) هي بلدة ألمانية تقع في ألمانيا في راينلند بالاتينات. يقدر عدد سكانها بـ 3,008 نسمة .